# Branisko (průsmyk)

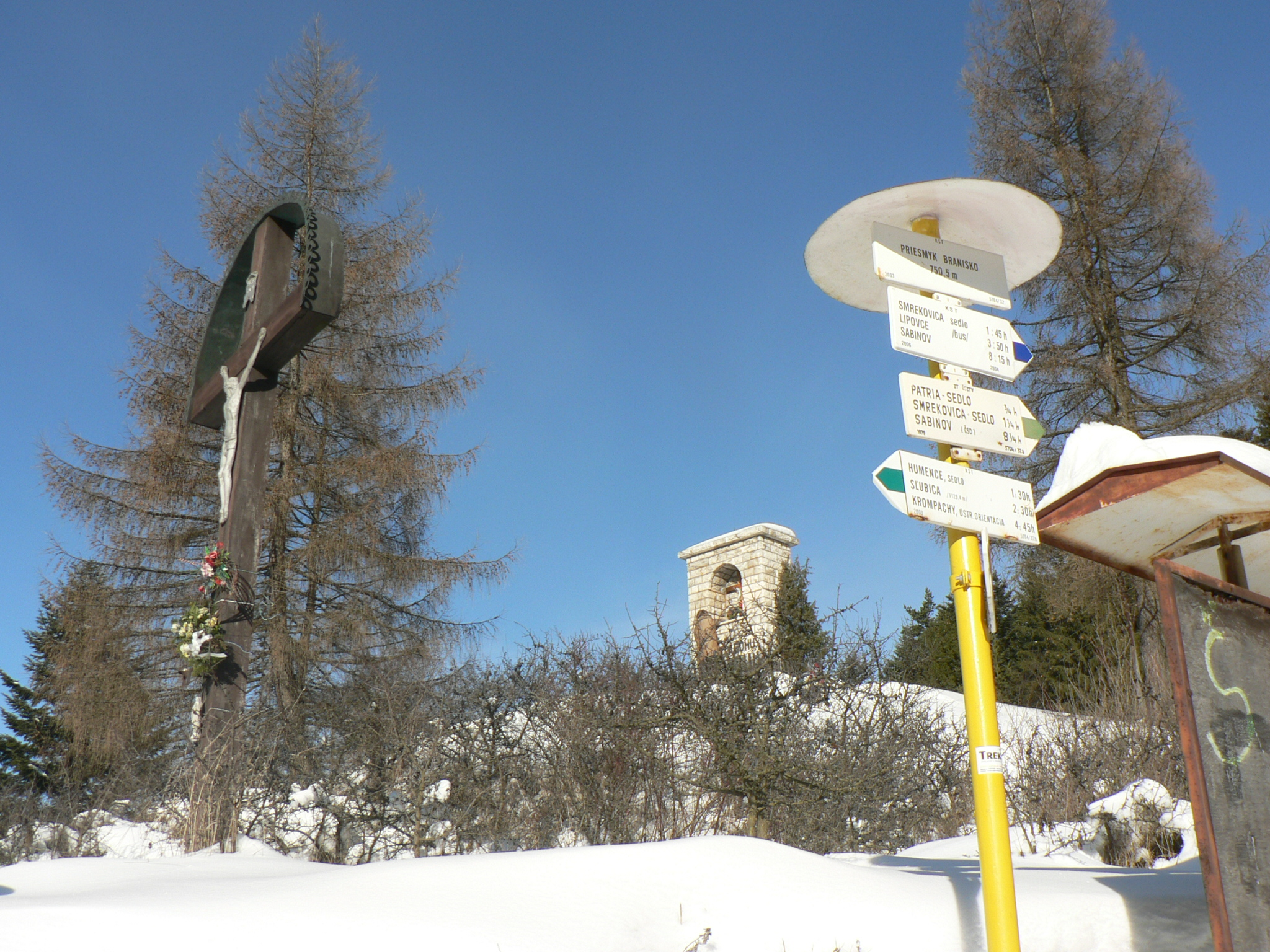
Kříž v nejvyšší části průsmyku

Branisko je průsmyk v pohoří Branisko na Slovensku. Nachází se asi 12 kilometrů od Spišského Podhradí. Je spojnicí slovenských regionů Spiše a Šariše. Průsmyk Branisko byl v historii svědkem bojů v roce 1849 mezi Maďary a císařskou armádou doplněnou o slovenské dobrovolníky. V roce 1945 byl průsmyk Branisko dobýván v rámci Západokarpatské operace, které se účastnil i 1. československý armádní sbor.
V současné době nahradil starou silnici průsmykem moderní tunel Branisko.